# 금융자본주의
금융자본주의(金融資本主義)는 자본의 소유와 기능 분화를 기초로 금융자본이 경제를 지배하는 자본주의 단계이다.
금융자본주의는 20세기 초반 독점자본주의의 한 형태로 등장했다. 자유방임주의 체제 아래에서 금융자본과 산업자본이 융합하고 거대자본화하면서 소수의 은행자본이 산업자본과 국민경제 전반을 지배하는 기초가 마련된 것이다.
미국에서 연방준비제도이사회가 성립되기 이전 1913년 JP모건이 최종 대부자로서 중앙은행의 역할을 수행하였는데 철도, 전화, 가스, 전력 등 공익사업에 집중 투자했고 금융위기 때 자금을 무제한으로 대출하기도 합니다.
하지만 대공황 이후 강력한 국가개입으로 금융자본주의가 쇠퇴한다. 경제적 집중에 대한 견제와 대공황에 대한 금융독점자본의 원죄론이 대두되면서 정부의 통제가 시작된다. 경쟁기업 인수 제한, 담합행위 제제, 상업은행과 투자은행의 기능분리, 투자은행 주도의 기업구조재편 제한 등이라 할 것이다.
그러나 1980년대 이후 금융부문의 영향력 확대를 기점으로 금융자본주의가 확대되고 있다. 전 세계 GDP 대비 금융자산의 비율이 1980년대 이후 3배가량 증가했고 전 세계적으로 금융화가 확대되고 있다. 또한 금융자본은 기업부문에 대한 영향력을 확대하고 있다. 금융자본은 주주가치 증가가 가능한 기업에 직접 투자하기도 하고 M&A 시장에 적극 개입하고 있으며 기업 경영권 획득과 개입 움직임도 확산되고 있다. 이러한 움직임은 결국 금융부분이 실물 경제에 대한 영향력의 확대를 가져오고 있는 것이다.

## 같이 보기
- 협동조합주의
- 금융자본
- 후기자본주의
- 후기 근대성
- 탈포드주의
- 투기
- 존 케네스 갤브레이스